# Liste der Biografien/Hek
Liste der Biografien |
Portal Biografien |
Personensuche
# |
A |
B |
C |
D |
E |
F |
G |
H |
I |
J |
K |
L |
M |
N |
O |
P |
Q |
R |
S |
T |
U |
V |
W |
X |
Y |
Z |
?
 
Ha |
Hd |
He |
Hi |
Hj |
Hk |
Hl |
Hm |
Hn |
Ho |
Hr |
Hs |
Ht |
Hu |
Hv |
Hw |
Hy
 
Hea |
Heb |
Hec |
Hed |
Hee |
Hef |
Heg |
Heh |
Hei |
Hej |
Hek |
Hel |
Hem |
Hen |
Heo |
Hep |
Heq |
Her |
Hes |
Het |
Heu |
Hev |
Hew |
Hex |
Hey |
Hez
Die Liste der Biografien führt alle Personen auf, die in der deutschsprachigen Wikipedia einen Artikel haben. Dieses ist eine Teilliste mit 46 Einträgen von Personen, deren Namen mit den Buchstaben „Hek“ beginnt.

## Hek
- Hek, František Vladislav (1769–1847), tschechischer Dichter und Publizist
- Hek, Sanne van (1978–2020), niederländische Jazz- und Improvisationsmusikerin
- Hek, Tom van ’t (* 1958), niederländischer Hockeyspieler und Trainer
- Hek, Youp van ’t (* 1954), niederländischer Kabarettist und Kolumnist

### Heka
- Hekataios, antiker griechischer Toreut
- Hekataios von Abdera, antiker Historiker
- Hekataios von Kardia, Tyrann von Kardia
- Hekataios von Milet, griechischer Philosoph und Historiograph
- Hekatomnos, karischer Herrscher
- Hekaton, griechischer Bildhauer
- Hekaton von Rhodos, Stoiker
- Hekau, Makamau (1938–2019), Politiker in Niue
- Hekau, Sinahemana, Schönheitskönigin und Politikerin in Niue

### Heke
- Heke, Hone († 1850), Māori-Stammesführer und Kriegsführer in Neuseeland
- Hekel, Werner (* 1941), deutscher expressionistischer Künstler
- Hekelius, Johann Christian (1687–1746), lutherischer Pfarrer, Chronist der Weihnachtsflut (1717)
- Hekenichnum, Beamter der altägyptischen 5. oder 6. Dynastie
- Hekenuhedjet, Königin der altägyptischen 4. Dynastie
- Heker, Harald (* 1958), deutscher Jurist, Manager und Vorstandsvorsitzender der GEMA
- Heker, Liliana (* 1943), argentinische Journalistin und Schriftstellerin
- Heket, Wennemar, Domherr in Münster

### Heki
- Hekiert, Agnieszka (* 1973), polnische Jazz- und Popsängerin
- Hekimi, Siegfried (* 1956), Schweizer Radrennfahrer
- Hekimler, Alpay (* 1973), deutscher Wirtschaftswissenschaftler
- Hekimoğlu († 1913), türkischer Rebell
- Hekimoğlu Ali Pascha (1689–1758), osmanischer Staatsmann und Militärbefehlshaber
- Hekimoğlu, Damla (* 1988), deutsche Moderatorin und JournalistinDamla Hekimoğlu (* 1988)

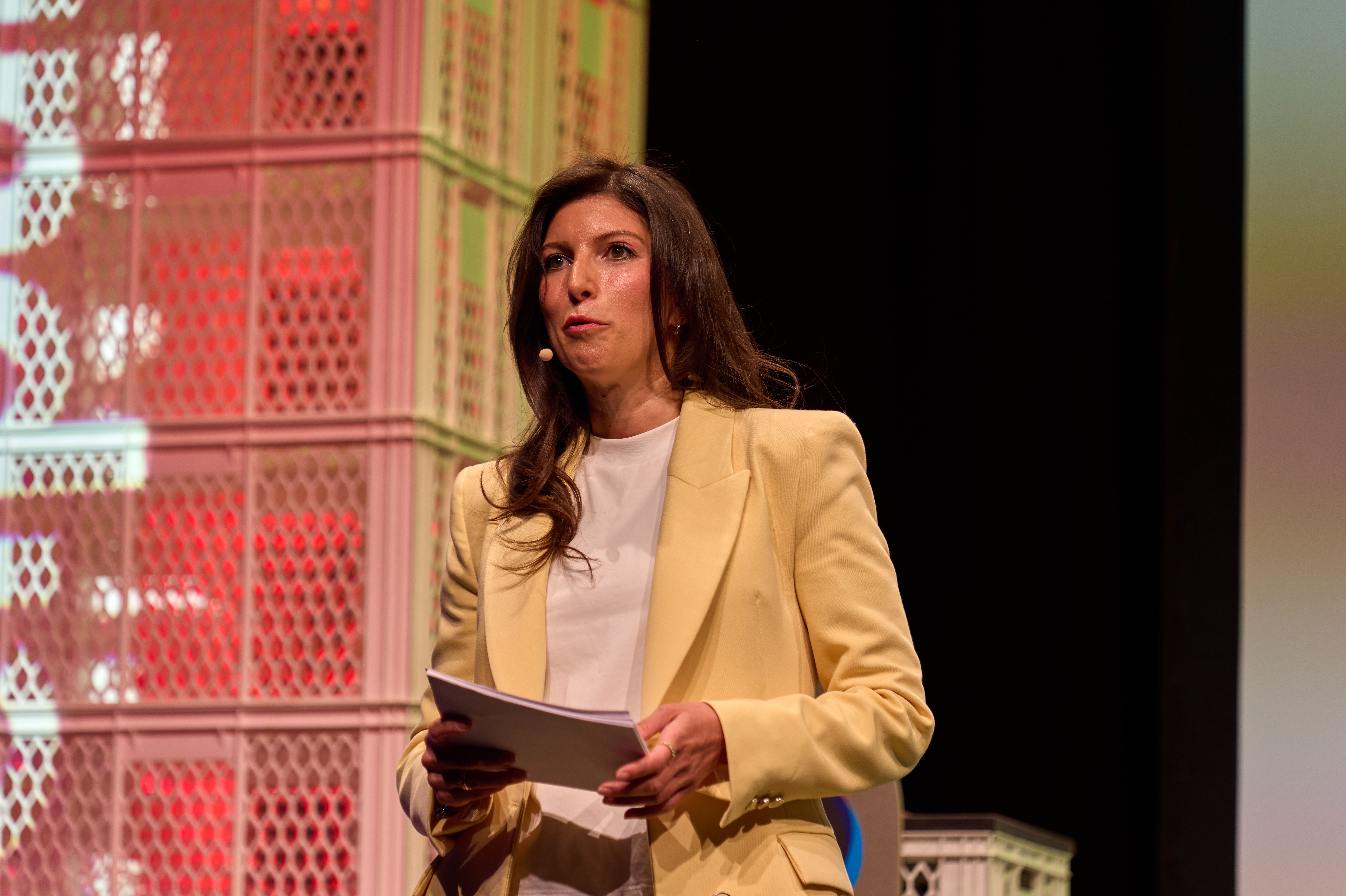
Damla Hekimoğlu (* 1988)

- Hekimoğlu, Mustafa (* 2007), türkischer Fußballspieler
- Hekimoğlu, Yiğitcan (* 1992), türkischer Leichtathlet

### Hekk
- Hekker, Johnny (* 1990), US-amerikanischer American-Football-Spieler
- Hekking, André (1866–1925), französischer Cellist
- Hekking, Anton (1855–1935), niederländischer Cellist
- Hekking, Gérard (1879–1942), französischer Cellist und Musikpädagoge
- Hekking, Klaus (* 1950), deutscher Jurist und Manager
- Hekking, Willem (1796–1862), niederländischer Maler

### Hekl
- Hekler, Anton (1882–1940), ungarisch-deutscher Klassischer Archäologe und Kunsthistoriker
- Hekling († 1672), baltendeutscher Soldat in polnischen Diensten

### Hekm
- Hekmat, Mansoor (1951–2002), iranischer Marxist und Führer der kommunistischen Arbeiterbewegung
- Hekmat, Zakira, afghanische Ärztin und Menschenrechtsaktivistin
- Hekmati, Jasmin (* 1976), deutsch-iranische Redakteurin, Reporterin, Fernsehmoderatorin und Kochbuchautorin
- Hekmatyār, Gulbuddin, afghanischer Kriegsherr und PolitikerGulbuddin Hekmatyār

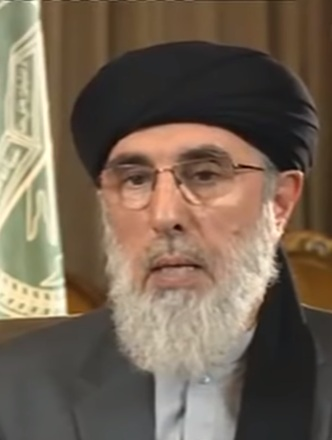
Gulbuddin Hekmatyār

### Heks
- Hekš, Oskar (1908–1944), tschechoslowakischer Marathonläufer
- Hekselman, Gilad (* 1983), israelischer Jazzmusiker
- Hekster, Olivier Joram (* 1974), niederländischer Althistoriker und Hochschullehrer

### Hekt
- Hektor, Enno Wilhelm (1820–1874), deutscher Autor sozialkritischer Bücher, von Gedichten und Theaterstücken
- Hektorović, Petar (1487–1572), kroatischer Dichter und Universalgelehrter der Renaissance